# Monte Verde
Monte Verde – stanowisko archeologiczne w pobliżu miejscowości Puerto Montt w Chile ok. 56 km od wybrzeży Pacyfiku, odkryte w 1976.
Tom Dillehay z University of Kentucky i geolog Mario Pino odkryli w 1977 ślady obecności człowieka szacowane na ok. 12,5 tys. lat. Zdaniem Dillehay są to ślady małej osady zamieszkiwanej przez grupę 20-30 osób ok. 12-11,8 tys. lat temu. Datowanie radiowęglowe stanowiska Monte Verde II, w których stwierdzono ślady działalności człowieka wskazuje wiek 15-12,5 tys. lat. Dalsze badania na stanowisku Monte Verde I (1997) przyniosły kolejne artefakty dyskusyjnie szacowane tą samą metodą na 35-33 tys. lat.
Znaleziska wskazują, że Monte Verde zamieszkiwała wspólnota zbieracko-łowiecka zamieszkująca 12 podłużnych drewnianych domostw. W każdym z domów znajdowały się jamy wyłożone gliną służące prawdopodobnie do gotowania i ogrzewania.
Od 2004 Monte Verde znajduje się pod patronatem UNESCO.
Zobacz też: kultura Clovis, Calico Early Man Site